# Варфоломей (Ващук)

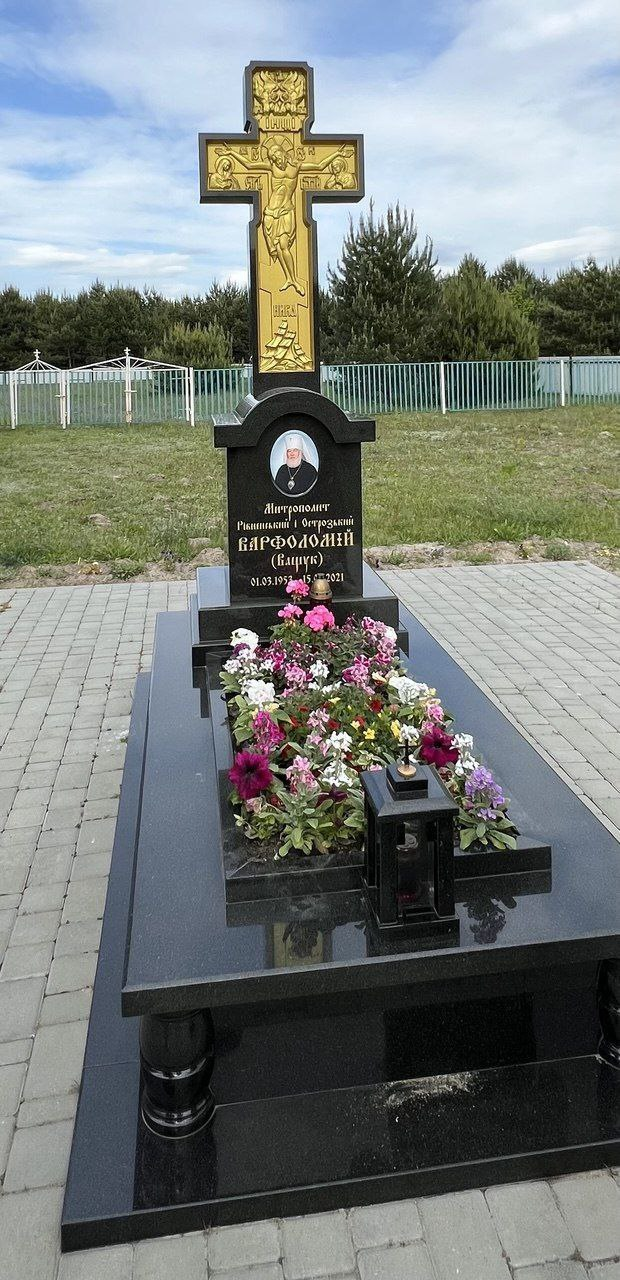
Могила митрополита Варфоломея (Ващук)

Митрополит Варфоломе́й (в миру Виктор Владимирович Ващук, укр. Віктор Володимирович Ващук; 1 марта 1953, Городнее, Волынская область — 15 сентября 2021, Ровно) — архиерей Украинской православной церкви (Московского патриархата), митрополит Ровенский и Острожский (1995—2021).
Тезоименитство — 30 июня (13 июля) (святого апостола Варфоломея).

## Биография
Родился 1 марта 1953 года в селе Городнем Волынской области в крестьянской семье.
После окончания средней школы в 1971—1973 годах служил в рядах Советской Армии. Работал слесарем в Ковельском вагонном депо.
В 1975 году поступил в Одесскую духовную семинарию, которую окончил в 1979 году. В том же году поступил в Московскую духовную академию, которую окончил в 1983 году со степенью кандидата богословия. Его курсовое сочинение было написано на тему «Нямецкий монастырь в истории Русской и Румынской церквей».
Исполнял послушание иподиакона епископа Подольского Никанора (Юхимюка).
16 октября 1983 года архиепископом Волынским Дамианом был хиротонисан во диакона, 18 октября — во пресвитера. С 25 октября 1983 года — настоятель Преображенского храма в посёлке городского типа Старая Выжевка Волынской области.
С 10 марта 1989 года — секретарь Волынско-Ровенского епархиального управления, клирик Свято-Троицкого кафедрального собора города Луцка. 15 апреля возведён в сан протоиерея; с 30 августа — настоятель Луцкого кафедрального собора.
22 декабря 1989 года пострижен в монашество с именем Варфоломей в память святого апостола Варфоломея. 18 января 1990 года архиепископом Варлаамом возведён в сан архимандрита.

### Архиерейство
Священным синодом Русской православной церкви 19 февраля 1990 года был избран епископом Волынским и Ровенским. 24 февраля во Владимирском кафедральном соборе в Киеве состоялась его архиерейская хиротония.
С 16 октября 1990 года стал ректором Волынской духовной семинарии.
В августе 1992 года сторонниками УПЦ КП при негласной поддержке местной власти были захвачены Луцкий кафедральный собор, епархиальное управление и здания духовной семинарии. После этого 25 августа по своему прошению епископ Варфоломей был перемещён на Николаевскую и Вознесенскую епархию.
С 23 июня 1993 года — епископ Сумский и Ахтырский.
С 27 июля 1995 года — на Ровенской кафедре, бывшей ранее частью возглавляемой им Волынской епархии.
23 ноября 1996 года возведён в сан архиепископа.
28 августа 2014 года возведён в сан митрополита.
13 ноября 2014 года в Ровно подписал «Меморандум о создании Украинской поместной церкви». В документе говорится, что «все церкви Ровенской области признают и молятся за целостную и единую державу Украину, что они выступают за создание Украинской поместной православной церкви, осуждают действия России как агрессора и других государств по захвату территории Украины, а также посягательство на целостность и государственный суверенитет Украины, осуждают разжигание межрелигиозной розни и захват православных храмов одной конфессии другой, не отрицают религиозное волеизъявление жителей Ровенщины о конфессиональной независимости, согласно закону Украины „О свободе совести и религиозных организациях“». На вопрос, знают ли о подписанном меморандуме в Киеве и Москве, Варфоломей отметил: «Нет, это моя собственная инициатива».
19 ноября 2014 года отозвал свою подпись, обвинив УПЦ КП в срыве соглашения: «Сторонники УПЦ КП грубо нарушают пункт N4 меморандума, в котором речь идёт о прекращении захватов православных храмов. Через три дня после подписания меморандума, а именно 15 ноября, сделаны новые попытки захватить храмы в сёлах Птича Дубенского района и Бадивка Острожского района. Провокации со стороны УПЦ КП не прекращаются. Исходя из вышеуказанного, я отзываю свою подпись под меморандумом, как документом, который не принес мира и стабильности для православных верующих Ровенской области». В тот же день свою подпись под документом отозвал и митрополит Сарненский и Полесский Анатолий (Гладкий).
Умер 15 сентября 2021 года. Похоронен в селе Городнем Волынской области, на кладбище у храма апостолов Варфоломея и Варнавы.

## Награды

### Церковные
Русская православная церковь
- Орден преподобного Серафима Саровского II степени.(2013)[8]
- Орден святого благоверного князя Даниила Московского II степени (2008 год)[9]
- Орден преподобного Сергия Радонежского II степени
- Орден святого равноапостольного великого князя Владимира III степени

Украинская православная церковь (Московского патриархата)
- Орден преподобных Антония и Феодосия Печерских II степени
- Орден святителя Феодосия Черниговского (2011 год)[10]
- Юбилейный орден «Рождество Христово — 2000» I степени (2000 год)

Польская православная церковь
- Орден святой равноапостольной Марии Магдалины II степени (от митрополита Василия Варшавского и всея Польши, июнь 1997 года)

### Светские
Украина
- Орден «За заслуги» III степени